# Rußbachhof (Gemeinde Deutsch-Wagram)
Der Rußbachhof ist ein Gutshof in Deutsch-Wagram in Niederösterreich.
Er befindet sich etwa drei Kilometer nördlich von Deutsch-Wagram auf dem Gebiet der Katastralgemeinde Helmahof inmitten der Ebene des Marchfeldes. Etwas westlich fließt der namensgebende Rußbach am Hof vorbei, der die Gemarkung entwässert. Etwa 40 Meter nördlich des Gutshofes befindet sich ein kleiner Weiher. Der Hof wurde im 19. Jahrhundert errichtet.